# Малер, Эдуард
Эдуард Малер (нем. Eduard Mahler; 1857—1945) — австро-венгерский астроном, востоковед и археолог.

## Биография
Родился 28 сентября 1857 года в Цифере в Венгерском королевстве (ныне Словакия). Происходил из еврейской семьи. Отец, Саламон Малер (1823–1895), раввин Цифера (1856–1873), затем главный раввин Братиславы (1873–1895); мать Клара Регнер (1822—1897, Братислава). В семье было ещё два сына: старший Микса Малер (15.10.1846—23.07.1919) был учителем средней школы, младший Дьюла Малер (1866—1944) стал врачом.
В 1876—1880 годах он учился в Будапештском и Венском университетах; изучал математику и физику и получил степень доктора философии. В Вене он начал изучать египетский язык у Лео Райниша, учителем которого был Карл Лепсиус.
С 1882 года до смерти Оппольцера в 1886 году он работал в его научной лаборатории. В это время он женился на Розе Фридман (1861—1926) и вскоре у него родилось трое детей. С июня 1885 года он получил назначение на должность помощника австрийской комиссии по градусным измерениям, проводившимися в Европе.
В 1898 году начал преподавать в университете. С 1899 года он начал работать в археологическом отделе Венгерского национального музея и находился в нём до конца 1910 года, когда получил должность профессора университета. В сентябре 1889 года он был награждён Шведской королевской медалью «Litteris et Artibus». В 1898 году стал официальным представителем Венгерского национального музея.
Главным направлением его деятельности стала древняя хронология. Он уделял значительное внимание древневосточной истории, ассириологии и египтологии; эти предметы в качестве приват-доцента он начал преподавать в Будапештском университете ещё в 1905 году. Ушёл из университета по выслуге лет в 1928 году, но до 1938 года продолжал читать лекции.
Также он продолжил свою астрономическую деятельность; он учредил астрономическую ассоциацию «Стелла», основной целью которой была помощь в строительстве новой обсерватории в Будапеште (в районе Швабхеги).
В 1940-х годах престарелого и больного Малеа скрывали его коллеги-учителя, а затем монахи.
В его дом на улице Сечени в последний день бомбардировки Будапешта попала бомба, и все имущество Малера, библиотека, рукописи и коллекции были уничтожены, кроме того, что он ранее передал в Академию наук.
Умер в Будапеште 29 июня 1945 года на 88-м году жизни. Был похоронен рядом с женой на еврейском кладбище; там же был похоронен и их сын, умерший в 1959 году.

## Сочинения
В числе его работ:
- Fundamentalsätze der Allgemeinen Flächentheorie (Вена, 1881);
- Die Centralen Sonnenfinsternisse (Вена, 1885);
- Astronomische Untersuchungen über die in der Bibel erwähnte aegyptische Finsterniss (Вена, 1885);
- Untersuchung einer im Buche Nahum auf den Untergang Ninive’s bezogenen Finsterniss (1886);
- Biblische Chronologie und Zeitrechnung der Hebräer (Вена, 1887);
- Fortsetzung der Wüstenfeld’schen Vergleichungs-Tabellen der Muhammedanischen und Christlichen Zeitrechnung (Лейпциг, 1887);
- Chronologische Vergleichungs-Tabellen (Вена, 1889);
- Maimonides Kiddusch-Hachodesch (1890);
- Babylónia és Assyria = Вавилон и Ассирия (Будапешт, 1906);
- Ókori Egyiptom = Древний Египет (Будапешт, 1909);
- Handbuch der jüdischen Chronologie (Лондон, 1916).